# Szabó Ákos
Szabó Ákos (Budapest, 1936. június 9. –) magyar grafikus és festőművész.

## Pályafutása
Eleinte zongorázni tanult, 1950 és 1954 között az Erkel Ferenc Zenei Gimnáziumba járt, azonban ekkoriban festészet irányába fordult érdeklődése. Művészeti tanulmányait 1954 és 1960 között a Magyar Képzőművészeti Főiskolán végezte, mesterei Kmetty János, később pedig Bernáth Aurél voltak. 1959-1960-tól állította ki műveit. 1965-ben Kazimir Romanovicz, a Galerie Lambert igazgatója hívására Párizsban rendezett kiállítást műveiből, egyúttal le is telepedett a francia fővárosban. Tagja a Francia Művészeti Alapnak, valamint 1993-tól a Veszprémi Művész Céhnek. Illusztrátorként is dolgozott, többek között a Gallimard, Hachette, Hatier, Robert Laffont, Albin Michel és a Bayard kiadók könyveihez készített borítóterveket és illusztrációkat. 1995-ben Normandiába költözött. 2021-ben Székesfehérváron nyílt meg tárlata.
Gyermekei, Laura, Kristóf, Irina, Pierre és Antonin valamennyien képzőművészek lettek. Tanítványai köze tartozik a holland származású Daphné Du Barry szobrásznő és Noëlle Bréhier francia festőnő.

## Egyéni kiállítások
- 1965 • Rákospalota
- 1967 • Galerie Lambert, Párizs
- 1969 • Le Ranelagh, Párizs
- 1972 • Galleria Alberto Schubert, Milánó
- 1984 • műteremkiállítás, Párizs
- 1986 • Fim-Coop Stúdió, Budapest
- 1988 • Hall Miro, UNESCO, Párizs
- 1990 • Magyar Intézet, Párizs
- 1991 • Sala Gaudí, Barcelona
- 1992 • Galerie Dorothée Chastel, Párizs
- 1998 • Villers-Bocage [Szabó Kingával, Laura Michele-lel, Irina Christophe-fal]

## Válogatott csoportos kiállítások
- 1964 • Téli Tárlat, Szent István Király Múzeum, Székesfehérvár • Dolgozó emberek között, Ernst Múzeum, Budapest
- 1965 • 10. Magyar Képzőművészeti kiállítás, Műcsarnok, Budapest
- 1982 • Tisztelet a szülőföldnek. Külföldön élő magyar származású művészek II. kiállítása, Műcsarnok, Budapest
- 1983 • A kibontakozás évei 1960 körül. A huszadik század magyar művészete, Csók Képtár, Székesfehérvár
- 1991 • Galerie Michelle Boulet, Párizs • Hatvanas évek. Új törekvések a magyar képzőművészetben, Magyar Nemzeti Galéria, Budapest.

## Művek közgyűjteményekben
- Magyar Nemzeti Galéria, Budapest
- Szépművészeti Múzeum, Budapest
- Musée d’Art moderne de Paris
- Musée Joseph Dechelette, Roanne
- Musée Hermès, Paris
- Fonds National d'Art Contemporain, Paris

## Művek magángyűjteményekben
- Galerie Claude Bernard, Paris
- Galerie Jean Briance, Paris
- Galerie Lambert, Paris
- Galerie Alberto Schubert, Milano
- Galerie Buchholz, München

Ezeken kívül Németország, Kanada, Kolumbia, Amerikai Egyesült Államok, Franciaország, Olaszország, Japán, Anglia, Svédország és Svájc magángyűjteményeiben.